# Filmjahr 1910
Liste der Filmjahre

◄◄ | ◄ | 1906 | 1907 | 1908 | 1909 | Filmjahr 1910 | 1911 | 1912 | 1913 | 1914 | ► | ►►

Weitere Ereignisse

## Ereignisse

### Dänemark

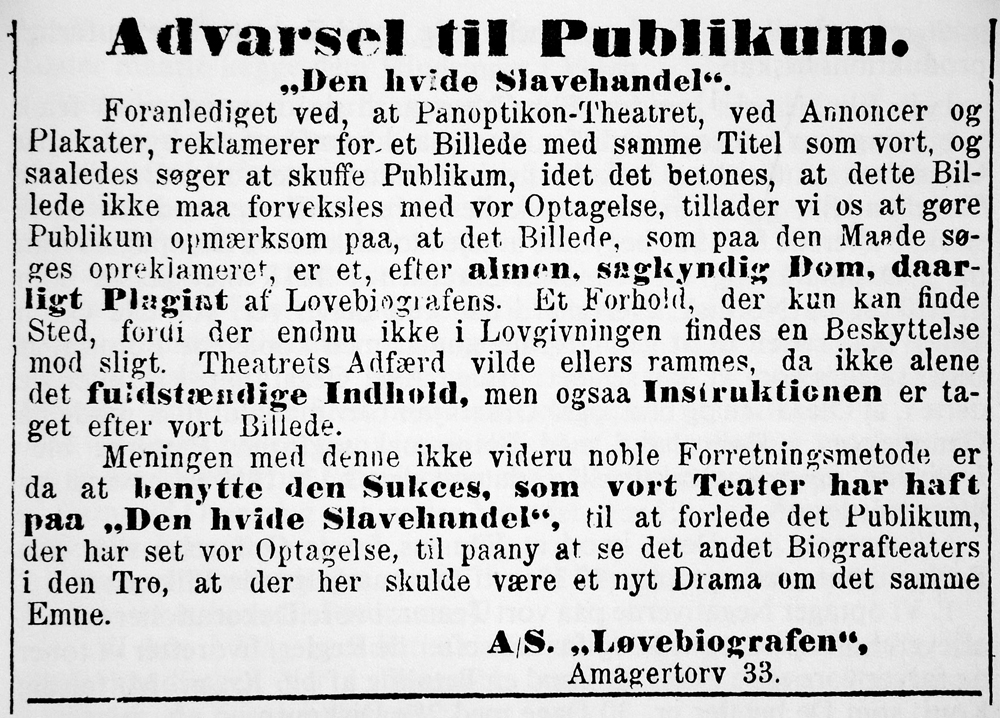
Zeitungsannonce von Fotorama mit einem Warnhinweis, dass Nordisk Film diesen Film plagiiert hat

- 11. April: Die in Aarhus beheimatete Produktionsfirma Fotorama veröffentlicht den Stummfilm Den hvide slavehandel zum Thema Mädchenhandel. Am 2. August erscheint von der Nordisk Film der etwa doppelt so lange Film Die weiße Sklavin von August Blom zum gleichen Thema, was zu einem Plagiatsprozess führt.

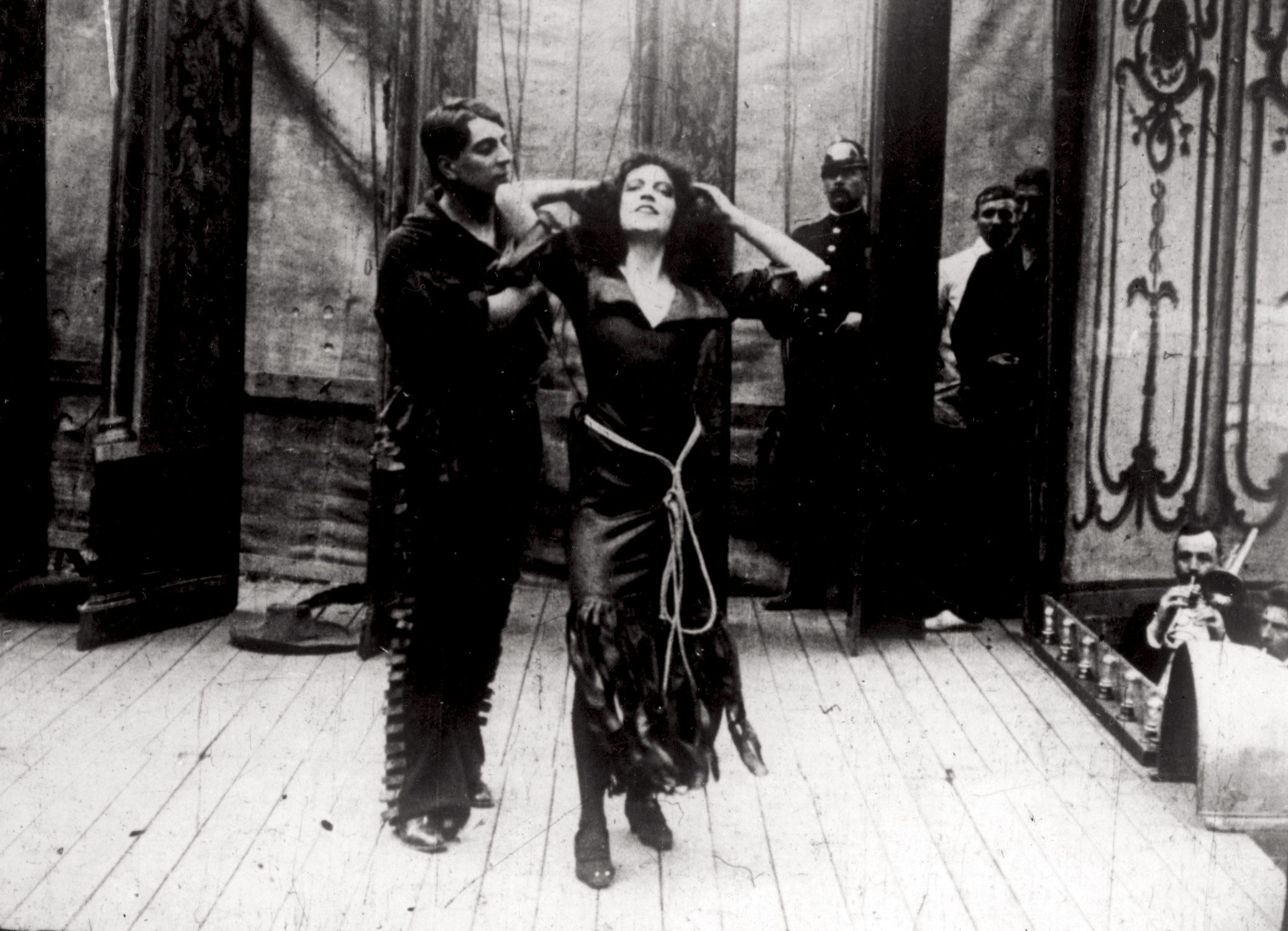
Szene aus Afgrunden

- 12. September: Urban Gads Film Afgrunden (Abgründe) hat seine Uraufführung im Kosmorama in Kopenhagen. Die deutsche Erstaufführung findet am 3. Dezember 1910 in Düsseldorf statt. Der dänische Film, in dem Asta Nielsen in der Hauptrolle ihr Debüt feiert, dauert 45 Minuten und gilt als erster abendfüllender Film Europas.
- 6. Oktober: Dorian Grays Portræt, die erste filmische Adaption des Romans Das Bildnis des Dorian Gray von Oscar Wilde, wird in Dänemark uraufgeführt. Valdemar Psilander spielt in seinem Leinwanddebüt die Titelrolle.

### Deutschland
- 25. Juni: Die Kinderkomödie Ein Unglück in der Kinderstube von Alfred Duskes mit Hilde Müller und Lotte Müller hat ihre Uraufführung.
- 1. Juli: Der Stummfilm Die Vernunft des Herzens von Charles Decroix wird uraufgeführt.
- Ab 20. August wird das fünfteilige Serial Arsène Lupin contra Sherlock Holmes von Jules Greenbaum veröffentlicht. Viggo Larsen spielt die Rolle des Sherlock Holmes, Paul Otto seinen Gegenspieler Arsène Lupin.
- 24. September: Die Stummfilmkomödie Es wär’ so schön gewesen mit Arnold Rieck in der Hauptrolle hat ihre Uraufführung.
- 1. Oktober: Das Drama Lenchens Geburtstag von Emil Albes mit Lotte Müller wird uraufgeführt.

### Österreich-Ungarn
- Januar: Anton Kolm, Luise Kolm und Jakob Fleck gründen mit der Ersten österreichischen Kinofilms-Industrie die erste österreichische Filmproduktionsgesellschaft, wenn man von den Erotikfilmchen der Saturn-Film absieht. Ihre erste Produktion entsteht am 6. Februar und ist der Dokumentarfilm Der Faschingszug in Ober-St. Veit, der am 8. Februar in die Wiener Kinos kommt.

- In Österreich verbietet auf Betreiben der Gräfin Walterskirchen ein Gesetz Kindern den Besuch von Kinos, um sie zu „schützen“. Der Kulturkampf zwischen Hochkultur und der als primitiv empfundenen Filmkultur steuert auf seinen Höhepunkt zu. Filmschaffende sind nach wie vor dem Vagabundengesetz unterstellt.
- Im Rahmen eines Pikanten Herrenabends veröffentlicht die Saturn-Film den Erotikfilm Lebender Marmor von Johann Schwarzer, der im folgenden Jahr beschlagnahmt wird.

### Vereinigte Staaten von Amerika
- 9. März: Der zehnminütige Film Alice in Wonderland von Edwin S. Porter hat in den USA Premiere. Der Film basiert auf dem gleichnamigen Buch von Lewis Carroll. Gladys Hulette spielt die Titelrolle.
- 10. März: Der wahrscheinlich erste in Hollywood gedrehte Film In Old California des Regisseurs D. W. Griffith wird in den Vereinigten Staaten uraufgeführt.

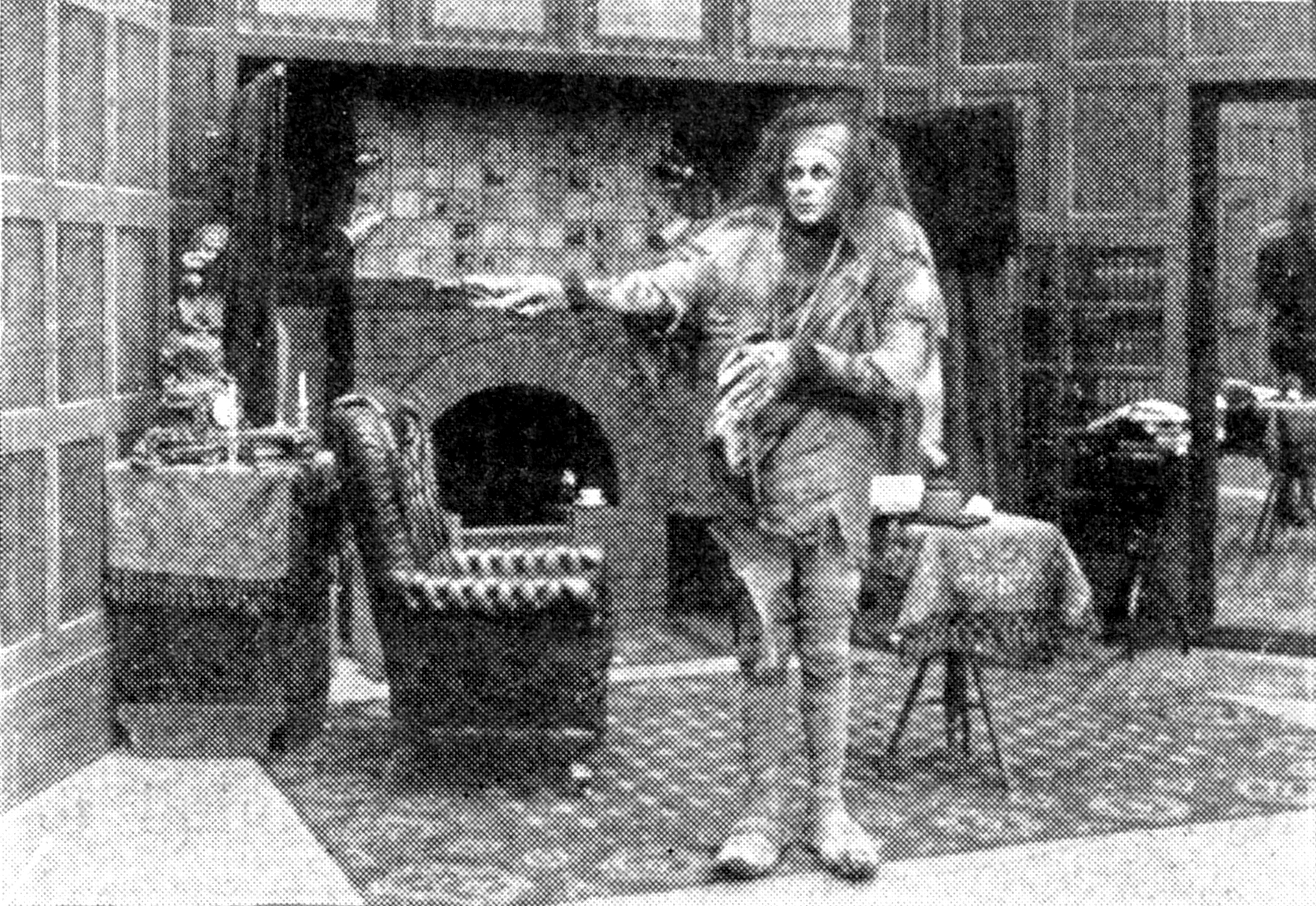
Ogle als Frankensteins Monster

- 18. März: Mit Frankenstein von Regisseur James Searle Dawley kommt die erste filmische Adaption von Mary Shelleys gleichnamigem Roman in die Kinos. Das Monster wird dabei von Charles Ogle gespielt.
- 13. Juni: Der Stummfilm In the Border States von D. W. Griffith, der wie viele seiner Filme den Amerikanischen Bürgerkrieg behandelt, wird veröffentlicht. Als weitere Filme zu dem Thema folgen unter anderem The House with Closed Shutters am 8. August und The Fugitive am 7. November.

- Die Schauspielerin Florence Lawrence wird vom Produzenten Carl Laemmle zum ersten Filmstar aufgebaut. Mit ihr wird erstmals eine Schauspielerin namentlich in einem Film genannt.

## Geboren

### Januar bis März
- 03. Januar: John Sturges, US-amerikanischer Regisseur († 1992)
- 08. Januar: Richard Cromwell, US-amerikanischer Schauspieler († 1960)
- 12. Januar: Patsy Kelly, US-amerikanische Schauspielerin († 1981)

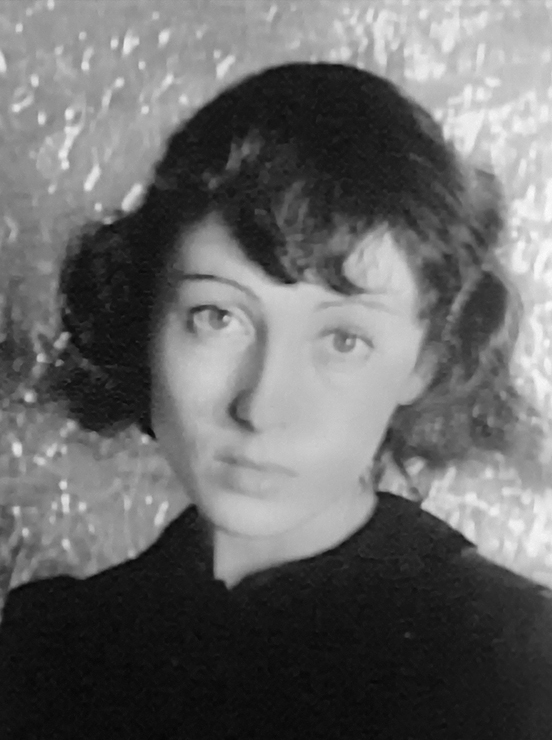
Luise Rainer

- 12. Januar: Luise Rainer, deutsche Schauspielerin († 2014)
- 18. Januar: Ivo Veit, deutscher Rundfunkregisseur, Schauspieler und Kabarettist († 1984)
- 21. Januar: Jochen Blume, deutscher Schauspieler († 1980)
- 23. Januar: Walter Greene, US-amerikanischer Komponist († 1983)
- 23. Januar: Irene Sharaff, US-amerikanische Kostümbildnerin († 1993)
- 28. Januar: John Banner, US-amerikanisch-österreichischer Schauspieler († 1973)
- 30. Januar: Carola Höhn, deutsche Schauspielerin († 2005)

- 01. Februar: Michael Kanin, US-amerikanischer Drehbuchautor († 1993)
- 17. Februar: Arthur Hunnicutt, US-amerikanischer Schauspieler († 1979)
- 19. Februar: Dorothy Janis, US-amerikanische Schauspielerin († 2010)
- 27. Februar: Joan Bennett, US-amerikanische Schauspielerin († 1990)
- 27. Februar: Wolfgang Preiss, deutscher Schauspieler († 2002)

- 01. März: Olly von Flint, österreichische Schauspielerin († 1993)
- 01. März: David Niven, britischer Schauspieler († 1983)
- 02. März: Aldo Tonti, italienischer Kameramann († 1988)
- 08. März: Claire Trevor, US-amerikanische Schauspielerin († 2000)
- 09. März: S. Sylvan Simon, US-amerikanischer Regisseur und Produzent († 1951)
- 21. März: Ștefan Ciubotărașu, rumänischer Schauspieler († 1970)
- 22. März: Ulrich Erfurth, deutscher Regisseur und Drehbuchautor († 1986)
- 22. März: Herbert Rudley, US-amerikanischer Schauspieler († 2006)
- 23. März: Akira Kurosawa, japanischer Regisseur und Drehbuchautor († 1998)
- 24. März: Richard Conte, US-amerikanischer Schauspieler († 1975)

### April bis Juni
- 20. April: Brigitte Mira, deutsche Schauspielerin († 2005)
- 21. April: Katharina Brauren, deutsche Schauspielerin († 1998)
- 23. April: Simone Simon, französische Schauspielerin († 2005)
- 26. April: Ruan Lingyu, chinesische Schauspielerin († 1935)
- 28. April: Else Brückner-Rüggeberg, deutsche Schauspielerin und Sprecherin († 1981)

- 03. Mai: Norman Corwin, US-amerikanischer Drehbuchautor, Produzent und Regisseur († 2011)
- 11. Mai: John Paddy Carstairs, britischer Schriftsteller, Filmregisseur und Drehbuchautor († 1970)
- 23. Mai: Scatman Crothers, US-amerikanischer Schauspieler († 1986)
- 28. Mai: Rachel Kempson, britische Schauspielerin († 2003)
- 30. Mai: Inge Meysel, deutsche Schauspielerin († 2004)

- 03. Juni: Paulette Goddard, US-amerikanische Schauspielerin († 1990)
- 06. Juni: Axel Monjé, deutscher Schauspieler und Synchronsprecher († 1962)
- 07. Juni: Arthur Gardner, US-amerikanischer Produzent und Schauspieler († 2014)
- 11. Juni: Carmine Coppola, US-amerikanischer Komponist († 1991)

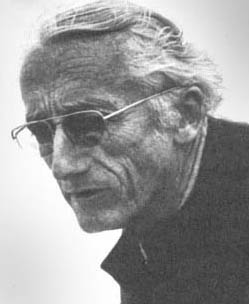
Jacques Cousteau

- 11. Juni: Jacques Cousteau, französischer Dokumentarfilmer († 1997)
- 13. Juni: Mary Wickes, US-amerikanische Schauspielerin († 1995)
- 15. Juni: David Rose, britischer Komponist († 1990)
- 15. Juni: Walter Ulbrich, deutscher Produzent und Drehbuchautor († 1991)
- 22. Juni: Axel von Ambesser, deutscher Regisseur, Schauspieler, Drehbuchautor († 1988)
- 26. Juni: Lau Lauritzen junior, dänischer Schauspieler, Regisseur und Drehbuchautor († 1977)
- 29. Juni: Frank Loesser, US-amerikanischer Komponist († 1969)

### Juli bis September
- 04. Juli: Gloria Stuart, US-amerikanische Schauspielerin († 2010)
- 11. Juli: Sally Blane, US-amerikanische Schauspielerin († 1997)
- 17. Juli: Barbara O’Neil, US-amerikanische Schauspielerin († 1980)
- 24. Juli: Harry Horner, österreichischer Szenenbildner und Regisseur († 1994)
- 27. Juli: Lupita Tovar, mexikanische Schauspielerin († 2016)

- 01. August: Walter Scharf, US-amerikanischer Komponist († 2003)
- 02. August: Tilli Breidenbach, deutsche Schauspielerin († 1994)
- 04. August: Anita Page, US-amerikanische Schauspielerin († 2008)
- 06. August: Charles Crichton, britischer Regisseur († 1999)
- 06. August: Rosaura Revueltas, mexikanische Schauspielerin († 1996)
- 08. August: Sylvia Sidney, US-amerikanische Schauspielerin († 1999)
- 12. August: Jane Wyatt, US-amerikanische Schauspielerin († 2006)
- 14. August: Yvette Lebon, französische Schauspielerin († 2014)
- 16. August: Mae Clarke, US-amerikanische Schauspielerin († 1992)

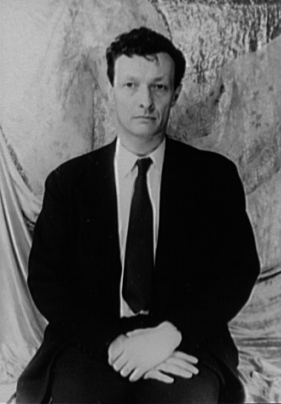
Jean-Louis Barrault

- 08. September: Jean-Louis Barrault, französischer Schauspieler († 1994)
- 14. September: Jack Hawkins, britischer Schauspieler († 1973)
- 24. September: Jean Servais, belgischer Schauspieler († 1976)
- 29. September: Virginia Bruce, US-amerikanische Schauspielerin und Sängerin († 1982)

### Oktober bis Dezember
- 08. Oktober: Paulette Dubost, französische Schauspielerin († 2011)
- 08. Oktober: Winston Hibler, US-amerikanischer Drehbuchautor, Produzent, Regisseur und Schauspieler († 1976)
- 23. Oktober: Toni van Eyck, deutsche Schauspielerin († 1988)
- 23. Oktober: Hayden Rorke, US-amerikanischer Schauspieler († 1987)
- 27. Oktober: Jack Carson, US-amerikanischer Schauspieler († 1963)
- 27. Oktober: Frederick de Cordova, US-amerikanischer Regisseur und Produzent († 2001)
- 31. Oktober: Luise Ullrich, österreichische Schauspielerin († 1985)

- 03. November: Karel Zeman, tschechischer Regisseur († 1989)
- 06. November: Erik Ode, deutscher Schauspieler († 1983)
- 12. November: Kurt Hoffmann, deutscher Regisseur († 2001)
- 12. November: Rolf Meyer, deutscher Drehbuchautor, Produzent und Regisseur († 1963)
- 16. November: Jane Tilden, österreichische Schauspielerin († 2002)
- 18. November: Gunnar Fischer, schwedischer Kameramann († 2011)
- 26. November: Cyril Cusack, irisch-britischer Schauspieler († 1993)

- 09. Dezember: Fritz A. Koeniger, deutscher Autor († 1990)
- 13. Dezember: Lillian Roth, US-amerikanische Schauspielerin und Sängerin († 1980)
- 13. Dezember: Fritz Tillmann, deutscher Schauspieler und Synchronsprecher († 1986)
- 25. Dezember: Anatole de Grunwald, russisch-britischer Drehbuchautor und Produzent († 1967)
- 26. Dezember: Marguerite Churchill, US-amerikanische Schauspielerin († 2000)
- 31. Dezember: Charles Lederer, US-amerikanischer Drehbuchautor († 1976)

## Gestorben
- 14. Februar: William Heise, US-amerikanischer Ingenieur, Kameramann und Regisseur (* 1847)